# 大王谷デジタルテレビ中継局
大王谷デジタルテレビ中継局（だいおうたにデジタルテレビちゅうけいきょく）は、宮崎県日向市にあるデジタルテレビ中継局である。

## 概要
日向市日知屋の国道10号沿線地域（仙ヶ崎以南）を主な放送区域としている。

## 放送設備

### 所在地
- 宮崎県日向市日知屋（大王谷団地南）

### 地上デジタルテレビ放送
| ID | 放送局名      | 放送局名      | 物理チャンネル | 空中線電力 | ERP  | 放送対象地域 | 放送区域内世帯数 |
| -- | ------------- | ------------- | -------------- | ---------- | ---- | ------------ | ---------------- |
| 1  | NHK宮崎       | 総合          | 32ch           | 10mW       | 38mW | 宮崎県       | 1,651世帯        |
| 2  | NHK宮崎       | Eテレ         | 31ch           | 10mW       | 38mW | 全国         | 1,651世帯        |
| 3  | UMKテレビ宮崎 | UMKテレビ宮崎 | 34ch           | 10mW       | 38mW | 宮崎県       | 1,651世帯        |
| 6  | MRT宮崎放送   | MRT宮崎放送   | 33ch           | 10mW       | 38mW | 宮崎県       | 1,651世帯        |

#### 補足
- 2010年6月30日予備免許交付、同7月16日試験放送開始、同8月20日本放送開始[2]。
- 実効輻射電力（ERP）：NHK総合・Eテレ、UMKテレビ宮崎、MRT宮崎放送いずれも38mWである[3][4][5][6]。